# Aytonia
Aytonia là một chi rêu trong họ Aytoniaceae.